# Nocturne (Britten)
Nocturne, Op. 60, è un ciclo di canzoni di Benjamin Britten, scritto per tenore, sette strumenti obbligato e archi. I sette strumenti sono flauto, corno inglese, clarinetto, fagotto, arpa, corno francese e timpani.

## Storia
Nocturne è stato il quarto e ultimo ciclo di canzoni orchestrali di Britten, dopo Our Hunting Fathers (Op.8, 1936), Les Illuminations (Op.18, 1939) e Serenata per tenore, corno e archi (Op.31, 1943). Era dedicato ad Alma Mahler.
Nocturne fu presentato in anteprima al Leeds Town Hall in occasione del centenario del Leeds Festival il 16 ottobre 1958 da Peter Pears e dalla BBC Symphony Orchestra diretta da Rudolf Schwarz.
Il tema del pezzo, come suggerisce il nome Nocturne, è il sonno e l'oscurità, sia in senso letterale che figurato. A questo proposito il lavoro ricorda la precedente Serenata di Britten. A differenza di Serenata, Nocturne si presenta come un brano continuo piuttosto che con movimenti separati. Ciò è sottolineato da una serie di figure che ricorrono in tutto il brano, in particolare il motivo "rocking" ("oscillante") degli archi che apre il lavoro. Anche la relazione tonale conflittuale tra do e do bemolle è evidente dappertutto e riflette il contrasto tra gli aspetti sereni e quelli più perturbati del sonno, che sono anche descritti dalla scelta delle poesie di Britten.

## Struttura
Il brano mette in musica otto sezioni di poesia, ciascuna accompagnata da archi e (ad eccezione della prima) da uno strumento obbligato:
1. Shelley – "On a Poet’s Lips I Slept" da Prometheus Unbound
2. Tennyson – "The Kraken", con fagotto
3. Coleridge – "Encinctured with a twist of leaves" da The Wanderings of Cain Archiviato il 18 febbraio 2009 in Internet Archive., con arpa
4. Middleton – "Midnight Bell" da Blurt, Master Constable, con corno francese
5. Wordsworth – "Ma quella notte quando giacevo sul mio letto" da The Prelude (1805), con timpani
6. Owen – "The Kind Ghosts", con corno inglese
7. Keats – "Sleep and Poetry", con flauto e clarinetto
8. Shakespeare – Sonetto XLIII, con tutti gli strumenti obbligato